# 雪月花 (松任谷由実の曲)
『雪月花』（せつげつか）は、松任谷由実（ユーミン）の36枚目のシングル。2003年2月5日に東芝EMIからリリースされた（TOCT-4501/NVD-1003）。32枚目のオリジナルアルバム『Wings of Winter, Shades of Summer』からのシングルカット。

## 解説
「NHKテレビ50年・あの人に会いたい」テーマ曲。
初の試みであるスタジオ物5.1chミックスが目玉のシングル。2003年2月5日にDVD付きシングルとして発売される予定だったが、DVDに不具合が見つかり2月15日に発売が延期された。シングル発売を記念して2003年1月に、かねてから親交のある栃東関へ化粧廻しが贈られた。曲の製作にあたってはプロデューサーの松任谷正隆よりバラード曲を沢山作るよう指示があり、5曲ほど没になったという。
DVDに収録されてあるプロモーションビデオつきの事実上のカップリング曲「Northern Lights」はアコースティック・ギターで始まるナンバー。2002年8月にユーミンがフィンランドを旅する直前に、ラップランド地方に伝わる伝説をイメージしながら作られた。この旅行の模様は、2003年3月15日にテレビ朝日系列で『地球の歌声が聴こえる ユーミンの遥かなる音と魂の旅』と題した2時間番組で放映された。ライブDVD『YUMING SURF & SNOW in Zushi Marina Vol.16』が同時発売。
オリコンチャートの登場週数は6週、チャート最高順位は週間59位、累計0.9万枚のセールスを記録した。

## 収録曲

### CD
1. 雪月花 -Snow, Moon and Flowers-[4]
2. 雪月花（instrumental）

### CD-EXTRA
1. 『YUMING Surf & Snow in Zushi Marina vol.16,2002』ダイジェスト映像

### DVD
1. 雪月花（STEREO / リニアPCM）
2. 雪月花（ドルビーデジタル 5.1chサラウンド）
3. Northern Lights（STEREO / リニアPCM）
4. Northern Lights（ドルビーデジタル 5.1chサラウンド）

作詞・作曲：松任谷由実　編曲：松任谷正隆

## 参加ミュージシャン
- キーボード＆プログラミング : 松任谷正隆
- ドラム : Mike Baird (「Northern Lights」）
- アコースティック・ギター : Michael Landau
- ベース : Leland Sklar
- パーカッション : Michael Fisher
- ヴァイオリン : Sid Page, Darious Campo, Mario De Leon, Joel Derouin, Bruce Dukov, Clayton Haslop, Peter Kent, Sara Parkins, Michelle Richerds, John Wittenberg
- ヴィオラ : Carol Mukogawa, Sam Formicola, Darrin McCann, Jorge Moraga
- チェロ : Larry Corbett, Steve Richards
- コーラス : 松任谷由実